# 2000年カタール・エクソンモービル・オープン
2000年カタール・エクソンモービル・オープン (2000 Qatar ExxonMobil Open)は、2000年1月3日から1月10日にかけてカタール・ドーハのハリファ国際テニス競技場 にて開催されたATPツアーインターナショナル・シリーズ大会である。

## 優勝

### シングルス
ファブリス・サントロ def.  ライナー・シュットラー, 3–6, 7–5, 3–0 ret.
- サントロがシーズン1度目、ツアー通算3度目のシングルスタイトルを獲得した。

### ダブルス
マーク・ノウルズ /  マックス・ミルヌイ def.  アレックス・オブライエン /  ジャレッド・パーマー, 6–3, 6–4
- ノウルズがシーズン1度目、ツアー通算13度目のダブルスタイトルを、 ミルヌイがシーズン1度目、ツアー通算6度目のダブルスタイトルを獲得した。